# Stijn Daemen
Stijn Daemen (Landgraaf, 25 juli 1999) is een Nederlands wegwielrenner die anno 2020 rijdt voor de Nederlandse wielerploeg À Bloc CT. 
Daemen won in 2016 het Nederlands kampioenschap tijdrijden voor junioren. In 2018 ging hij rijden voor de opleidingsploeg van Lotto-Soudal. Na in 2019 gereden te hebben voor de ploeg Home Solution-Experza maakte hij in 2020 de overstap naar À Bloc CT. In 2020 won hij het Nederlands kampioenschap op de weg bij de beloften.

## Erelijst

### Wegwielrennen
2016
 Nederlands kampioenschap tijdrijden, junioren
Bergklassement Keizer der Juniores
2020
 Nederlands kampioenschap op de weg, beloften
1e etappe Orlen Nations Grand Prix (ploegentijdrit)